# Långstjärtad parotia
Långstjärtad parotia (Parotia wahnesi) är en fågel i familjen paradisfåglar inom ordningen tättingar.

## Utseende och läte
Långstjärtad parotia är en 43 cm lång paradisfågel med som namnet avslöjar lång stjärt. Hanen är glansigt svart med en metalliskt glänsande bröstsköld, blåvita ögon, guldgula fjädertofsar vid näbbroten och sex långa spatelstjärtade strålformade plymer bakåt från hjässan. Honan har svart huvud med ljust ögonbrynsstreck, rostfärgad ovansida och fint tvärbandad undersida. Inga andra parotior förekommer i dess utbredningsområde. Huonastrapian har en längre, trubbspetsad stjärt, medan större kragparadisfågel är mindre med kort och tvärt avskuren stjärt. Lätet beskrivs som ett hårt och kakadualiknande tvåtonigt vrål, "khh kaakkk". Även nasala kvitter kan höras.

## Utbredning och status
Fågeln förekommer på nordöstra Nya Guinea (delar av norra kusten på Huonhalvön).

## Status
Långstjärtad parotia har en liten världspopulation som uppskattas till mellan 5 000 och 15 000 vuxna individer. Den tros också minska i antal. IUCN kategoriserar arten som nära hotad.

## Namn
Fågelns vetenskapliga artnamn hedrar tyske naturforskaren Carl Wahnes (1835–1910).